# William Thomas Brande
Pour les articles homonymes, voir Brande.
William Thomas Brande (11 janvier 1788-11 février 1866) est un chimiste britannique né à Londres.

## Biographie
Après avoir quitté la Westminster School en 1802 il est apprenti de son frère, un apothicaire, en vue de se consacrer à la médecine mais il s'oriente vers la chimie, domaine qu'il acquiert pendant son temps libre. En 1812 il devient professeur de chimie de l'Apothecaries' Society et donne des cours en remplacement de Sir Humphry Davy devant le Board of Agriculture, ancêtre de l'actuel ministère de l'agriculture en Grande-Bretagne. Il succède à Davy à la chaire de chimie de la Royal Institution. Humphry Davy et Brande sont les premiers à isoler le lithium par électrolyse en 1818.
Son Manual of Chemistry publié en 1819 est très populaire. Il publie aussi un Dictionary of Science, Literature and Art en 1842. Il meurt à Tunbridge Wells pendant la préparation d'une nouvelle édition de ce dictionnaire.